# میدان نفتی پمبینا
میدان نفتی پمبینا از میدان‌های نفتی کانادا است، که در استان آلبرتا و در آلبرتای مرکزی قرار دارد. این میدان در سال ۱۹۵۳ کشف شد.

## موقعیت
این میدان نفتی در کشور کانادا، و در بخش مرکزی استان آلبرتا، در محلی بین دره درایتون و رودخانه پمبینا، قرار گرفته‌است، بصورتی که این رودخانه از جنوب غربی میدان وارد و از شمال شرقی آن خارج می‌گردد. به همین دلیل این میدان نفتی، نام خود را از رودخانه پمبینا گرفته‌است.

## تاریخچه
برای اولین بار در ماه فوریه سال ۱۹۵۳ نفت در میدان پمبینای کانادا، توسط شرکت موبایل اویل، کشف گردید و این میدان در همان سال، به بهره‌برداری رسید.
گالری

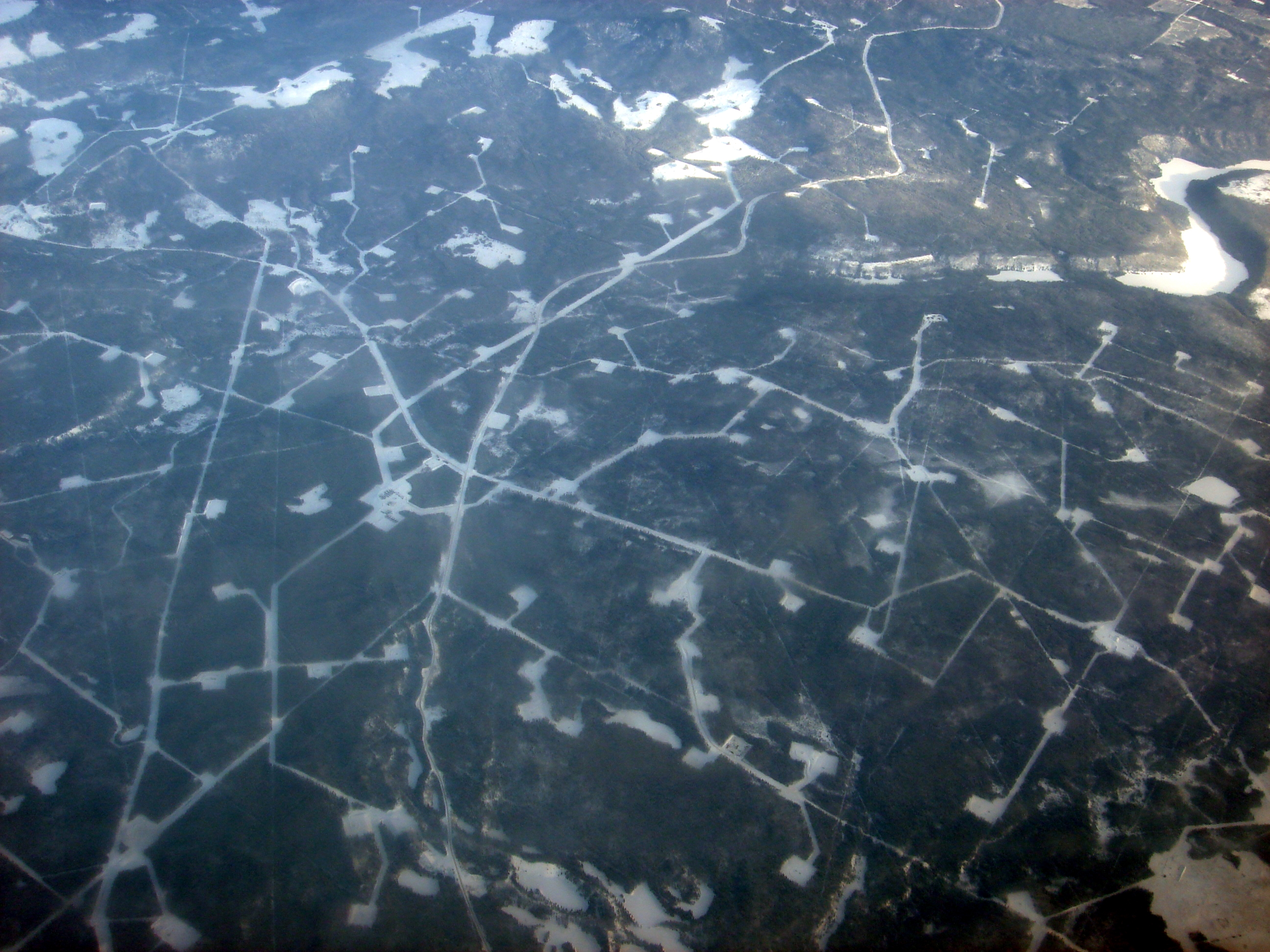
نمای هوایی از مکان چاه نفت در میدان نفتی پمبینا